# Xylocopa lehmanni
Xylocopa lehmanni là một loài Hymenoptera trong họ Apidae. Loài này được Friese mô tả khoa học năm 1903.